# Malström

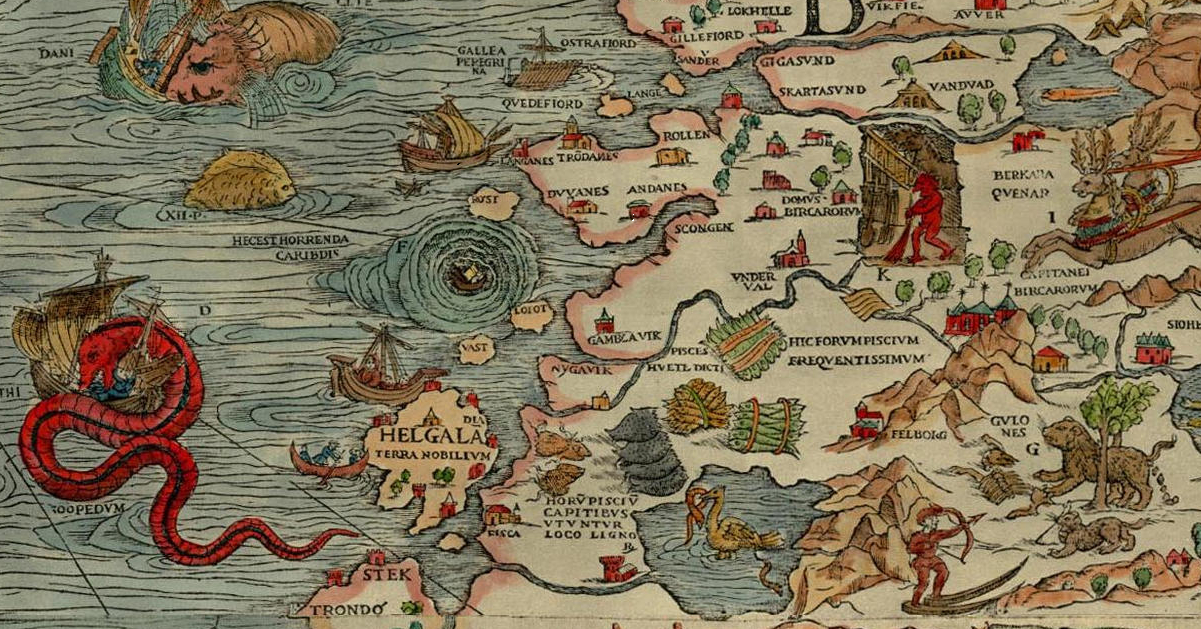
Moskenstraumen på Carta Marina av Olaus Magnus (1539).

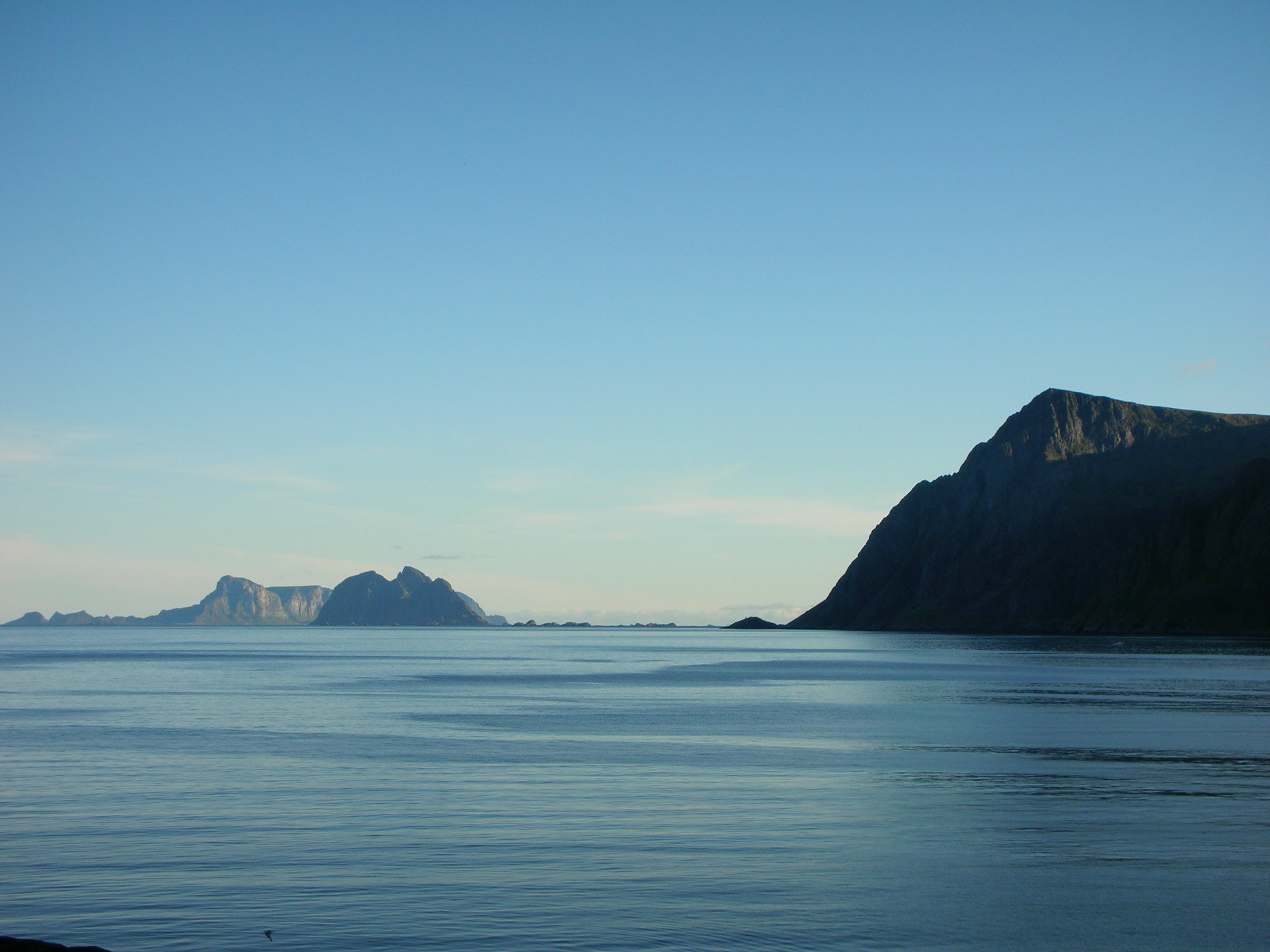
Moskenstraumen mellan Værøy, Mosken och Moskenesøya i Norge.

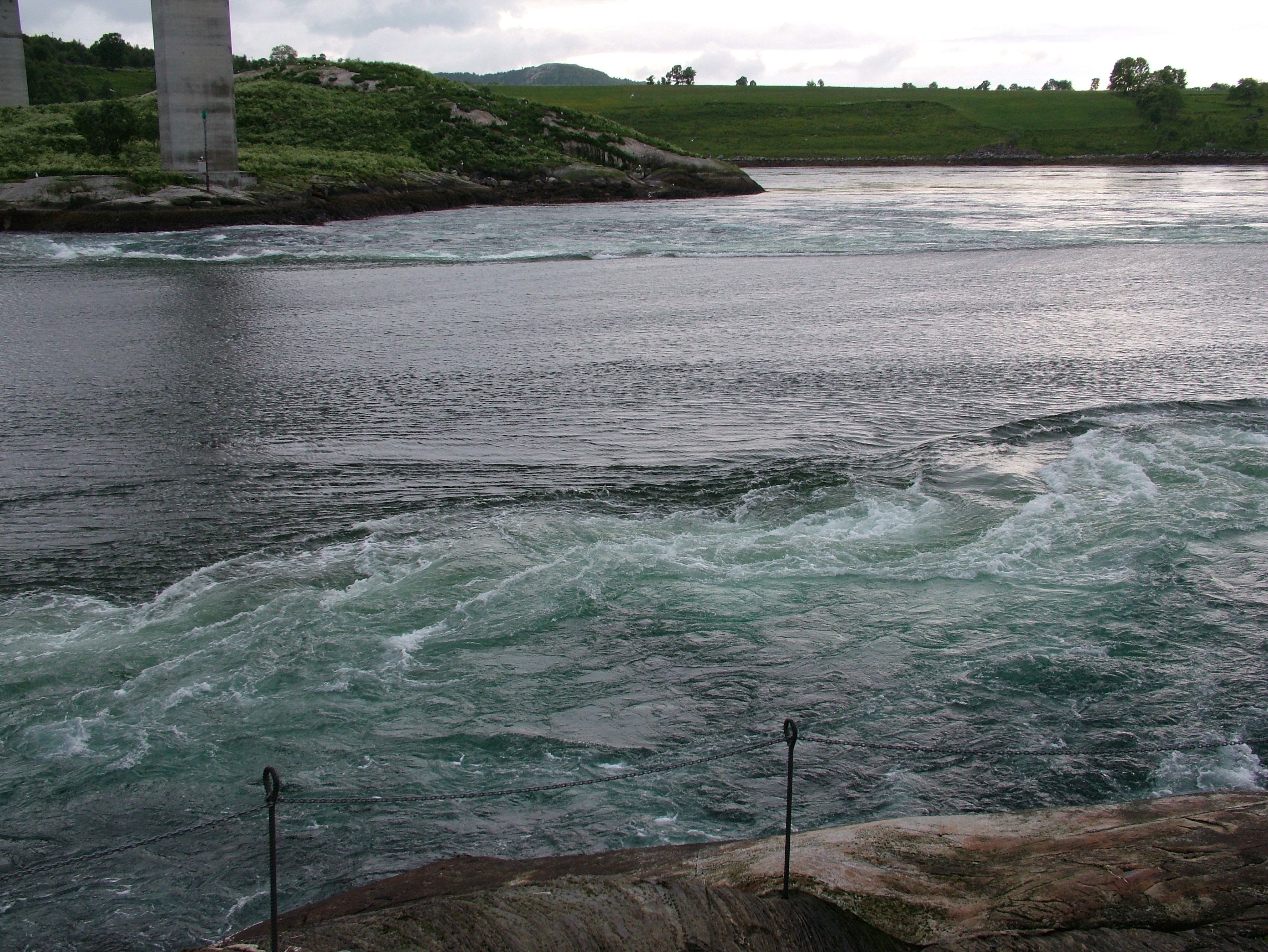
Saltstraumen i Norge.

Malström, även kallat tidvattenström, är en kraftig virvelrörelse i vattnet i trånga sund som framkallas av ebb och flod.
Malströmmen skapas då stora vattenmassor kommer in i smala sund och inte hinner rinna tillbaka på grund av ett starkt inflöde. Resultatet blir en vattensamling som med hög kraft rinner tillbaka och skapar stora vattenvirvlar, vortex.
Föremål som kommit in i en malström dras mot vattenvirvelns mitt och sugs där ned under vattenytan. Strömmarna uppnår ibland mycket höga hastigheter och kan då utgöra en fara för att vistas i vattnet.

## Etymologi
Ordet härstammar från det likabetydande holländska maalstroom, och är känt på svenska sedan 1698. Efterledet motsvarar precis det svenska ström som i havsström. Förledet maal- är av osäkert ursprung; på svenska anknyts det ofta till det nordiska ordet (att) mala, men förledet kan möjligen istället vara en omformning av det östfrisiska ordet dwalen, virvla. Företeelsen har sitt ursprung i den mytologiska historien Grottasöngr.

## Malström i litteratur
I grekisk mytologi var Karybdis ett monster som förvandlade sig till en malström för att försöka krossa sjömän, däribland Odysseus, mot klippdemonen Skylla. Edgar Allan Poe skapade i novellen "En nedfärd i Malströmmen" (A Descent into the Maelstrom) (1841) en något överdriven föreställning om tidvattenströmmen Moskenstraumen, en kraftig cirkulerande ström utanför Lofoten vid norska kusten. Särskilt i den engelskspråkiga världen har Poes berättelse kraftigt påverkat den allmänna uppfattningen om malströmmar. Stavningen maelstrom, som är i bruk i engelska, har blivit en ofta förekommande beteckning i populärkulturen. Även Jules Vernes skildring i En världsomsegling under havet (1870) har påverkat mångas uppfattning.